# Hank Palmer
Pour les articles homonymes, voir Palmer.
Hank Palmer (né le 16 mars 1985 à Montréal) est un athlète canadien, spécialiste du sprint.
Finaliste sur 4 x 100 m aux Jeux olympiques de Pékin, en 2008, ses meilleurs temps sont :
- 100 m :	10 s 22	+0,40	Windsor	05/07/2008
- 200 m : 	20 s 72	+1,40	Provo, UT	23/05/2008

Il est récipiendaire, en 2008, de la Médaille de l'Assemblée nationale.